# Sint-Pieterstoren

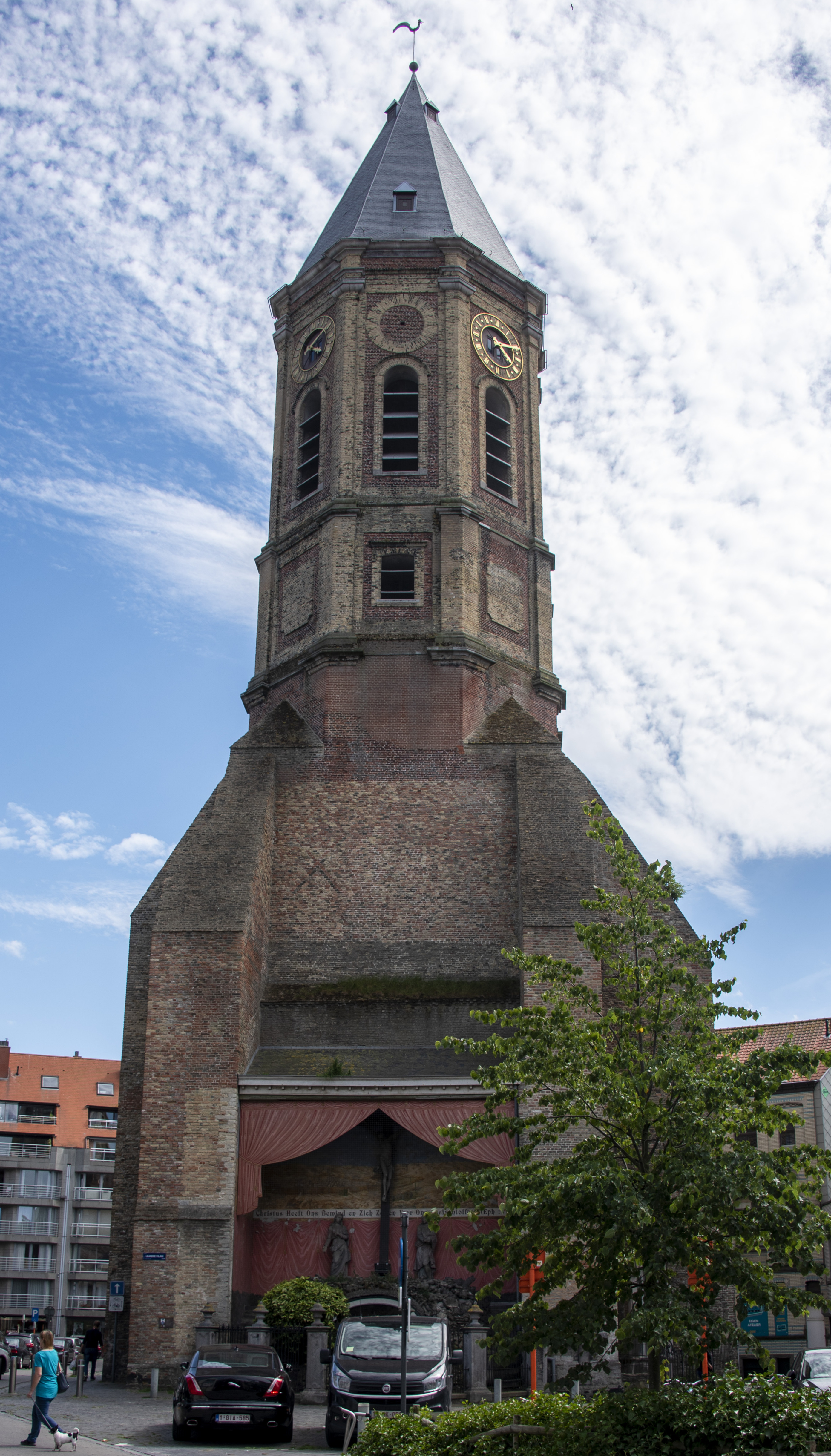
de 'Peperbusse'

De alleenstaande Sint-Pieterstoren of, in de volksmond, Peperbusse in de Belgische stad Oostende is het enige wat overgebleven is van de oude Sint-Pieterskerk, die in 1896 door brand is verwoest.

## Bouwhistoriek
De zware vierkante voet van de toren stamt uit 1478; de huidige achthoekige bovenbouw uit 1729.
Op 20 juli 1478 werd de eerste steen gelegd van de St. Pieterstoren. In de toren woonde een kluizenares, die er op 8 februari 1484 haar intrede nam. Drie jaar later overleed deze vrouw.
De Sint-Pieterskerk was een eenbeukige gotische kerk, waarvan de bouw gestart werd in 1438. Deze kerk werd tweemaal verwoest, eerst tijdens het Beleg van Oostende (1601-1604) en een tweede maal in 1706 door beschieting door de Engelse vloot tijdens de Spaanse Successieoorlog (1702-1713).
In 1675 werd het barokke deel van de nieuwe kerk ingehuldigd. In 1729 werd de achthoekige bovenbouw op de vierkante basis voltooid. In 1764-1766 bouwde men tegen de noordgevel de monumentale Calvarie met Vagevuur', een uitbeelding van dit christelijke tafereel. Dit werd opgericht door de Confrerie van de Berg van Barmachtigheid, aan de noordkant van de 'Peperbusse'.

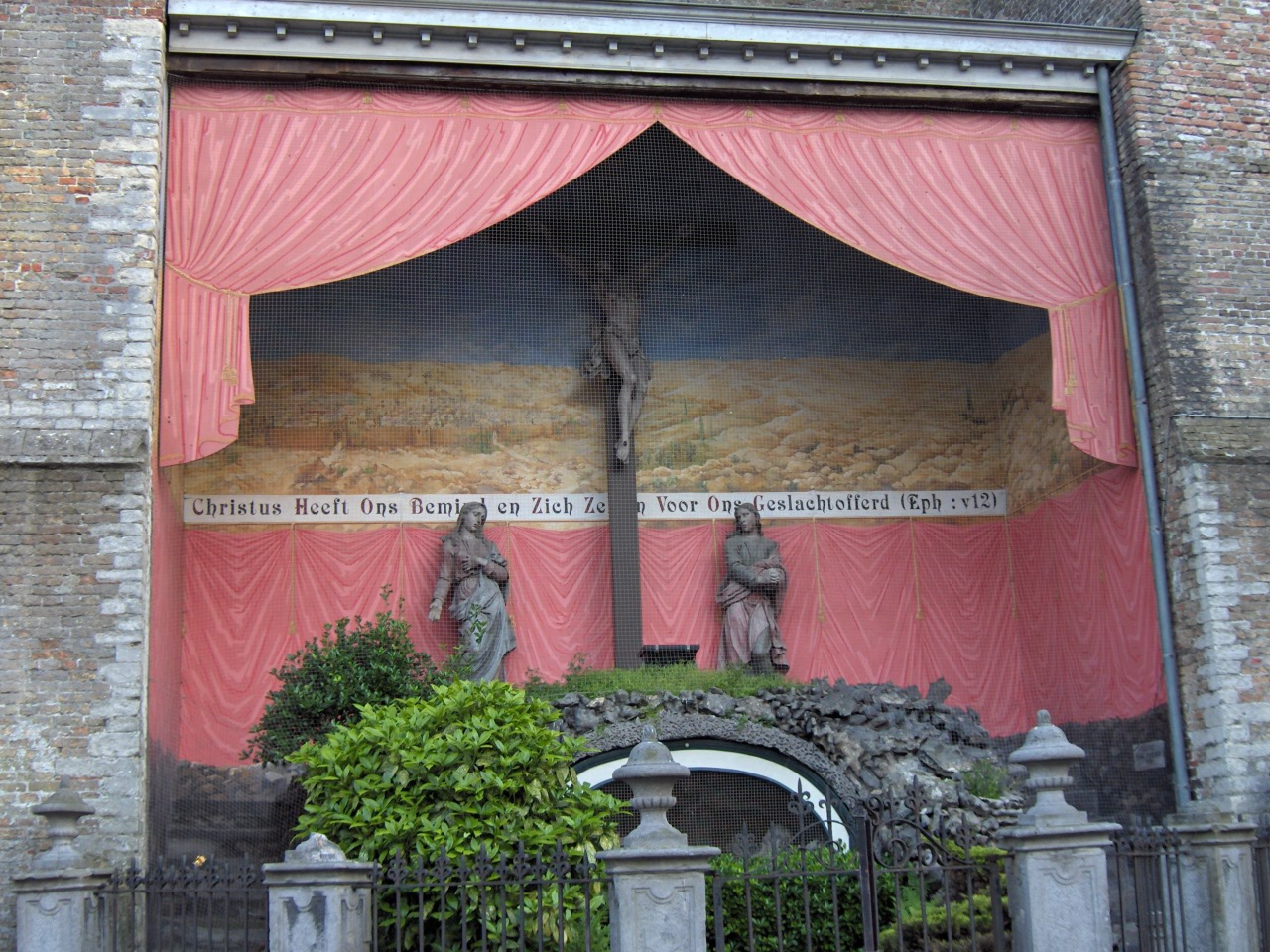
Calvarie met vagevuur

Op 14 augustus 1896 brandde de Sint-Pieterskerk bijna volledig af. Alleen de toren bleef staan. Op aandringen van enkele bekende kunstenaars, zoals Fernand Khnopff en Emile Verhaeren, werd in 1910 besloten de toren niet af te breken. Het had een grote historische waarde als laatste getuige van het Oostende daterend van voor het Beleg van Oostende. In 1925 gebeurde er dan eindelijk een restauratie, waarbij het barokportaal heropgebouwd werd tegen de zuidgevel. De toren werd een beschermd monument op 5 november 1946. Na de nieuwe restauratie van 1987-1989 wordt de toren regelmatig opengesteld voor het publiek.
Aan de overzijde staat de kapel met het praalgraf van de eerste Belgische koningin Louise Marie. Deze behoort tot de nieuwere neo-gotische Sint-Petrus-en-Pauluskerk.

## Sint-Pieterstoren in de kunst

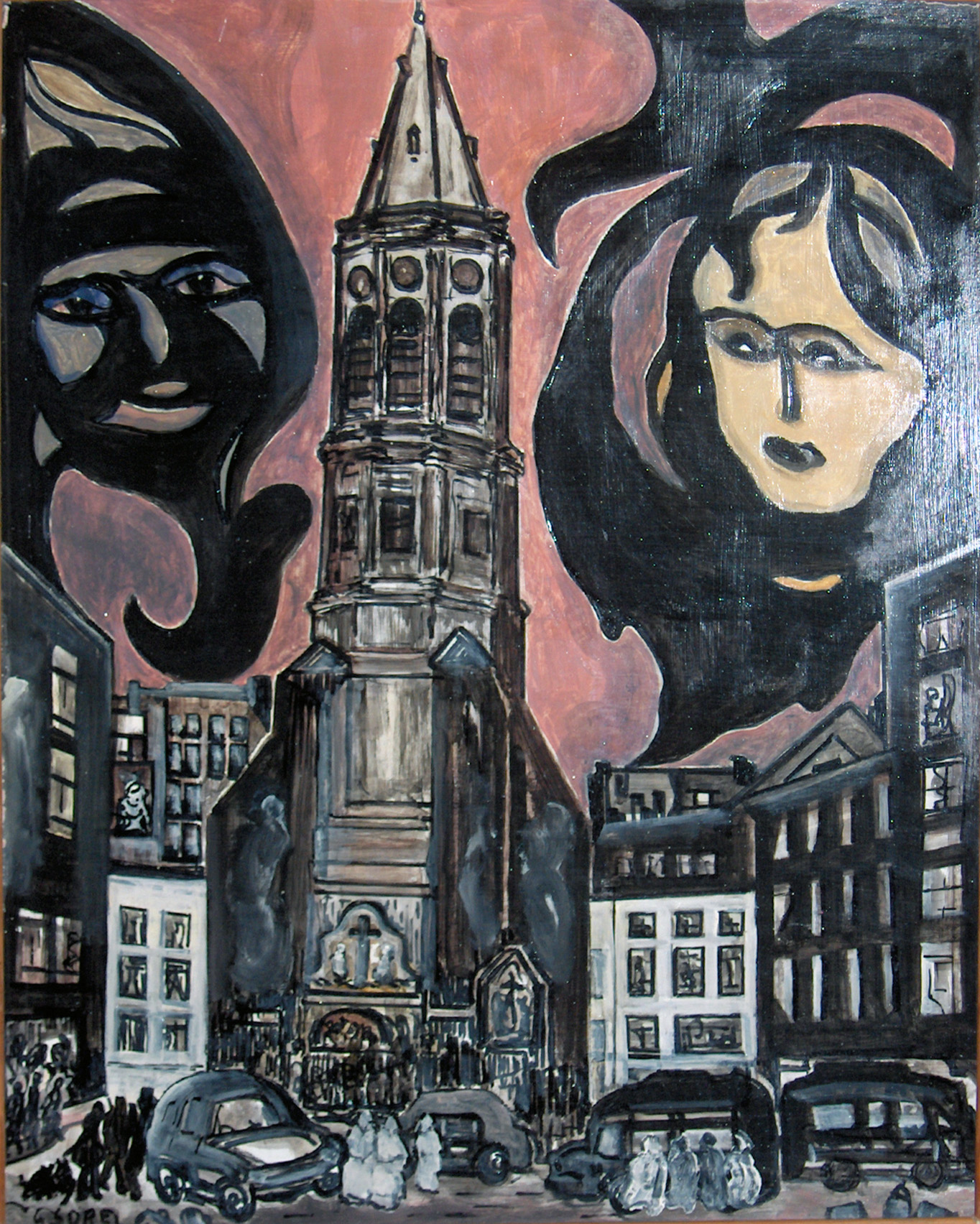
Boekillustratie door Gustaaf Sorel

- James Ensor : "Gezicht op Oostende" (1888) - ets op papier (85 x 135 mm)
- James Ensor : "Stoomschepen" (1889) ets op papier (73 x 112 mm) (met de Peperbusse op de achtergrond).
- Gustaaf Sorel: illustratie De Duivel en de Fee (1976) bij het boek "Als d'Oude Peperbusse vertelt"

## Volksbenamingen
Volgens De Dikke Desnerck zijn er twee bijnamen voor de ruïneuze Sint-Pieterstoren. De toren wordt vergeleken met een ouderwetse pepermolen (peperbusse) vanwege de vorm. Ook de bijnaam "De Blok" is een vergelijking die vooral opgaat met de onderkant van de toren. Al is het ook een "blok" (huizenblok). 
De naam 'Peperbusse' werd vooral gebruikt in de toeristische brochures (Baedeker bv.). De buurtbewoners gebruikte eerder 'd'ofgebrande kerke' wat staat voor: de afgebrande kerk (1896). Met de oprichting van Kunstkring en Gallerie De Peperbusse (Baert & Monteyne) werd nog enkel die naam gebruikt naast de officiële titel: Sint-Pieterstoren. 